# 進め!ゴレンジャー/秘密戦隊ゴレンジャー
「進め!ゴレンジャー」（すすめゴレンジャー）は、ささきいさおと堀江美都子、ならびにこおろぎ'73・コロムビアゆりかご会のシングル。1975年4月10日に日本コロムビアから発売された。型番はSCS-251。

## 解説
表題曲「進め!ゴレンジャー」は、テレビドラマ（特撮番組）『秘密戦隊ゴレンジャー』のオープニングテーマとして使用された。カップリングには、同じくささきいさおが歌う同作の初期エンディングテーマ「秘密戦隊ゴレンジャー」が収録されている。
「進め!ゴレンジャー」の歌詞は、ゴレンジャーのメンバー5人の色名が取り入れられているのが特徴である。東映プロデューサーの吉川進は、喫茶店の打ち合わせで石ノ森章太郎に要望したところその場でさらさらと書き上げたと証言している。
「秘密戦隊ゴレンジャー」では、作曲・編曲担当の渡辺宙明が元の詞にはなかった「バンバラバンバン...」という擬音スキャット（こおろぎ'73担当部分）を追加して、大受けした。渡辺はコロムビアプロデューサーの木村英俊からイントロに「何か面白いフレーズはありませんか」と相談され、「『11PM』もあったけど当時は『ダバダバ』『パヤパヤ』などの（ジャズなどの歌唱法の）当時流行していたスキャットを取り入れたフレーズを10分程度で考えたという」。渡辺は『秘密戦隊ゴレンジャー』の挿入歌や『グレートマジンガー』『鋼鉄ジーグ』『アクマイザー3』などの楽曲でもスキャットを多用している（それぞれ、こおろぎ'73歌唱）。また、渡辺作曲の主題歌をメドレーにした「スーパー戦隊バンバラバン」（こおろぎ'73歌唱）というイメージソングも存在する。こおろぎ'73は本作以降、渡辺宙明以外の作品（『忍者キャプター』など）でも擬音スキャットを用いたバックコーラスを担当している。ささきは、歌唱にはエルヴィス・プレスリーを意識し色っぽく歌ったと述べている。

## 収録曲
（全作曲・編曲：渡辺宙明）　　　
1. 進め!ゴレンジャー
  - 歌：ささきいさお、堀江美都子、コロムビアゆりかご会
  - 作詞：石森章太郎
  - 特撮番組『秘密戦隊ゴレンジャー』オープニングテーマ。
2. 秘密戦隊ゴレンジャー
  - 歌：ささきいさお、こおろぎ'73
  - 作詞：八手三郎
  - 特撮番組『秘密戦隊ゴレンジャー』初代エンディングテーマ。

## カバー
この他、スーパー戦隊魂などのイベントでも他の歌手が（もしくは、ささきいさおや堀江美都子が他の歌手とともに）「進め!ゴレンジャー」などの楽曲を歌っている。
『子門真人 ヴォーカル・コンピレーション カヴァー レア・コレクション』（2003年2月19日発売）
子門真人とザ・ブレッスン・フォーによるカバーヴァージョンの「秘密戦隊ゴレンジャー」と、子門真人と大和田りつことヤングフレッシュによる「進め!ゴレンジャー」が収録。
『特撮でポン』（1996年12月25日発売）
YAKSAによる「秘密戦隊ゴレンジャー」のカバーを収録。
『アニメタル・マラソンII 特撮編』（1998年2月21日発売）
アニメタルによる「進め!ゴレンジャー」と「秘密戦隊ゴレンジャー」のカバーを収録。
『特撮狂 TOKUSATZCREW』（1999年10月10日発売）、『LUST CRUSADERS -OTHER SIDE OF BEAT CRUSADERS-』（2010年10月6日発売）
BEAT CRUSADERSによる「秘密戦隊ゴレンジャー」のカバーを収録。